# San Bartolo (Andes)
San Bartolo es un centro poblado del municipio de Andes, departamento de Antioquia, Colombia. El centro poblado se encuentra a 4 kilómetros del centro de la cabecera municipal de Andes. Limita por el norte con el centro poblado Buenos Aires, por el oriente con el municipio de Jericó, por el sur con el municipio de Jardín y por el occidente con la cabecera municipal.}

## División territorial
Además, del centro poblado San Bartolo. Tiene bajo su área de influencia 9 veredas:
| Veredas de San Bartolo   |                     |
| Risaralda                | Mont Blanc          |
| Piamonte                 | El Rojo             |
| Palestina                | San Bartolo Capilla |
| San Bartolo La Esperanza | Alto Senón          |
| Monblan                  |                     |